# Warwick Avenue (metrostation)
Warwick Avenue is een station van de metro van Londen aan de Bakerloo Line tussen Maida Vale en London Paddington. Het station, dat ligt in Little Venice, is geopend in 1915.

## Geschiedenis
In 1899 lag er een plan voor de North West London Railway (NWLR) die onder andere de buurten tussen Edgware Road en Kilburn zou bedienen. NWLR kreeg de bekostiging niet rond en in 1908 kwam ze samen met de BS&WR, de latere Bakerloo Line, met een alternatief voorstel om ook Paddington aan te sluiten. Dit voorstel werd afgewezen en de BS&WR kreeg in 1911 toestemming om haar lijn naar Paddington door te trekken waarbij de perrons aldaar zo gelegd werden dat een verlenging naar het noorden mogelijk was. De verlenging tot Paddington was op 1 december 1913 gereed en op 31 januari 1915 werd de verlenging tot Killburn Park, waaronder Warwick Avenue, geopend.

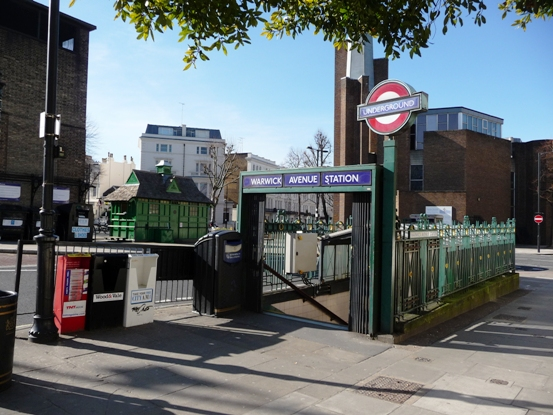
De oostelijke ingang. Links de ventilatietoren en de kiosk boven de stationshal.
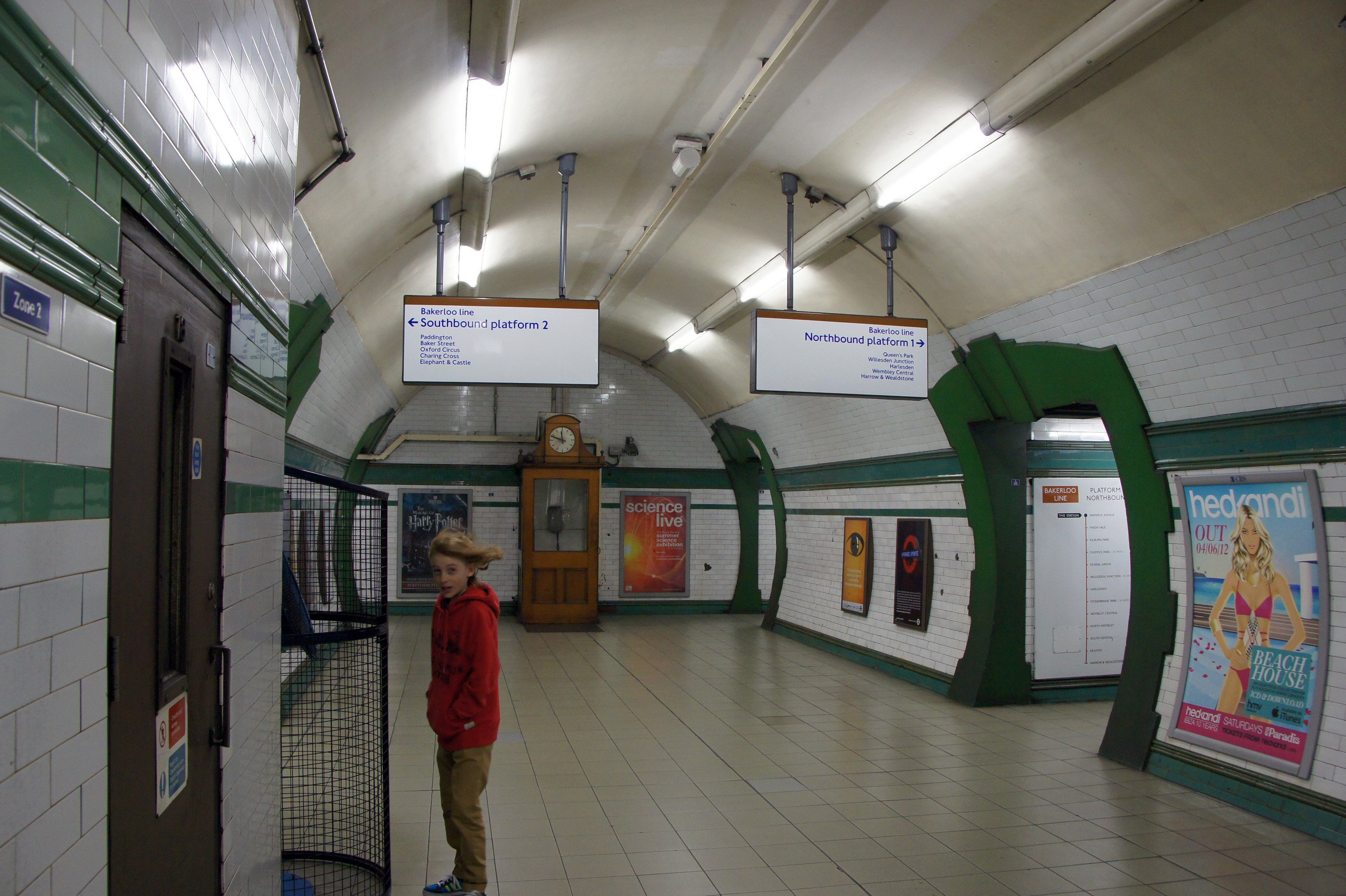
De verdeelhal tussen de perrons.
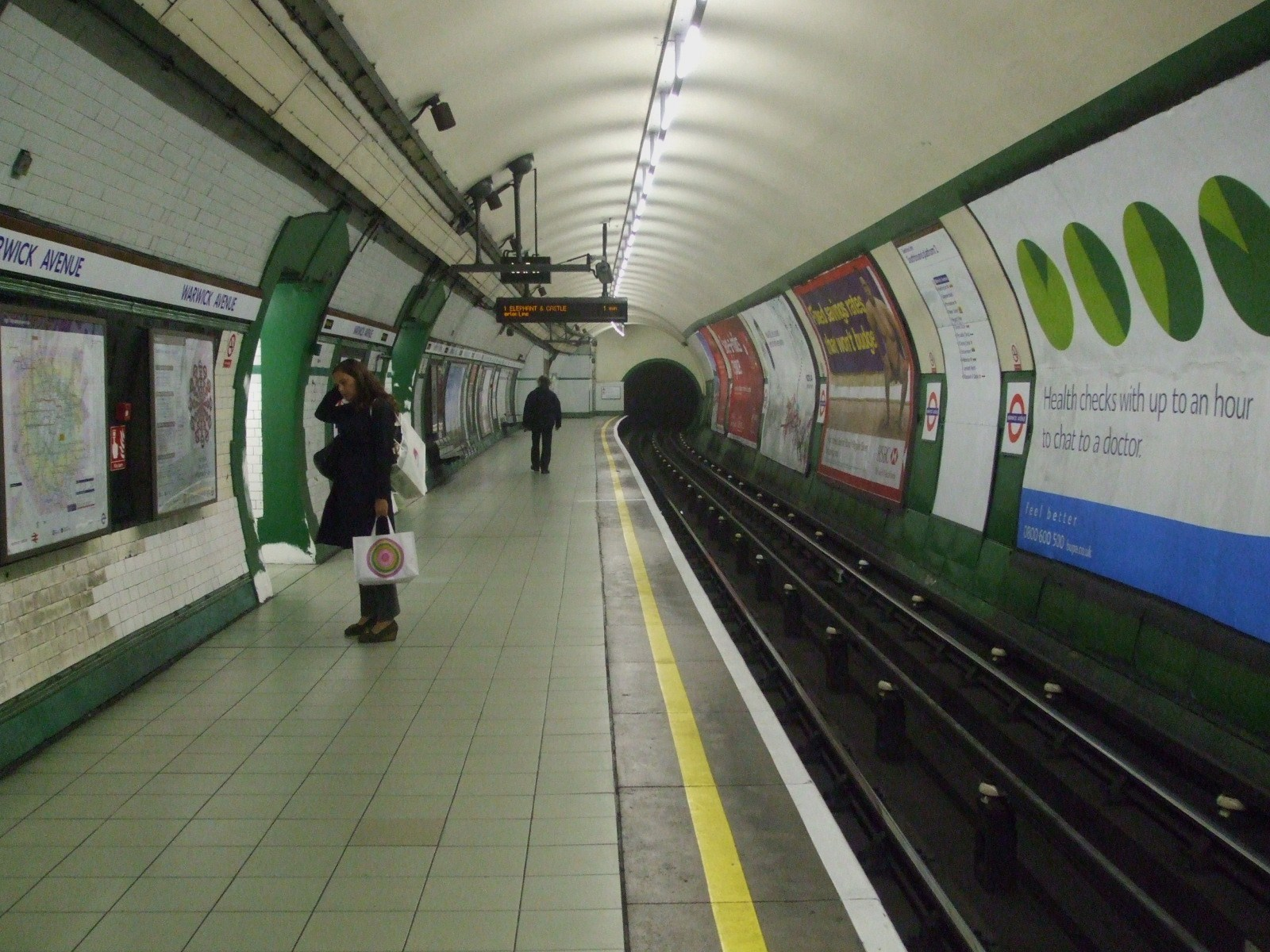
Een blik naar het noorden op het perron naar het zuiden.

## Ligging en inrichting
Het station bevindt zich op de kruising van Warwick Avenue, Warrington Crescent en Clifton Gardens. Voorafgaand aan de opening werd de naam Warrington Crescent gebruikt voor het station. De naam Warwick Avenue sluit echter aan bij de geografische realiteit aangezien de perrons en de stationshal onder de middenberm van die straat liggen tussen Clifton Gardens aan de noordkant en het Regent's Canal aan de zuidkant. Het was een van de eerste Londense metrostations dat werd ontworpen met roltrappen in plaats van liften. Bovengronds is er een duidelijk zichtbare ventilatietoren boven de ondergrondse stationshal die bereikbaar is via een voetgangerstunnel met vaste trappen aan weerszijden van Warwick  Avenue. De ondergrondse stationshal is met een roltrapgroep verbonden met een verdeelhal tussen de perrons op 14 meter onder het maaiveld. Op 17 september 1985 werden de stationshal en kaartautomaten 's nachts door brand verwoest waardoor het station een dag gesloten was. Vanaf het nabij gelegen Little Venice vaart een regelmatige waterbusdienst over Regent's Canal; tijdens de zomermaanden vertrekken er elk uur boten richting London Zoo en de sluis van Camden.
Het nummer " Warwick Avenue " van de Welshe zanger Duffy verwijst naar het station.
Harrow & Wealdstone ·
Kenton ·
South Kenton ·
North Wembley ·
Wembley Central ·
Stonebridge park ·
Harlesden ·
Willesden Junction ·
Kensal Green ·
Queen's Park ·
Kilburn Park ·
Maida Vale ·
Warwick Avenue ·
Paddington ·
Edgware Road ·
Marylebone ·
Baker Street ·
Regent's Park ·
Oxford Circus ·
Piccadilly Circus ·
Charing Cross ·
Embankment ·
Waterloo ·
Lambeth North ·
Elephant & Castle